# Toni Sánchez Pardines
Toni Sánchez Pardines   (Oriola, 1982), més conegut com a Panxo, és un cantant i raper valencià. Començà com MC rapejant en castellà en el seu primer grup Sophy Zoo amb DJ Plan B, editant l'EP Era preciso en 2009. Va ser membre del grup Orxata Sound System, amb el qual va participar en la gira europea de 2009. També formà part del col·lectiu de rap Ràdio Macramé, junt amb altres rapers de l'escena valenciana com Jordi Palau (Pa Lao), rapejant en valencià. En 2014 va formar ZOO, que va obtindre un gran èxit a les xarxes amb el primer senzill Estiu. Eixe mateix any van publicar el seu primer disc, Tempestes venen del sud. Més tard va publicar els discos Raval (2017) i Llepolies (2021). Va formar part com DJ del grup de rapcore Riot Propaganda juntament amb Los Chikos del Maiz i Habeas Corpus. És germà del també cantant Pablo Sánchez Pardines, integrant de La Raíz i Ciudad Jara.